# محمد رضایی (کشتی‌گیر، زاده ۱۳۳۷)
محمد رضایی (زاده ۱ خرداد ۱۳۳۵  تهران)، کشتی را در ۱۵ سالگی از باشگاه کارگران تهران زیر نظر اقای مهر آموز آغاز کرد وی عضو سابق تیم ملی کشتی آزاد ایران بود.
رضایی در سال ۱۹۷۷ صاحب مدال نقره جوانان جهان شد و در مسابقات قهرمانی کشتی جهان ۱۹۷۸ در مکزیکو سیتی، مکزیک به مدال برنز وزن ۶۲ کیلوگرم کشتی آزاد دست‌یافت. وی بعد از مسابقات قهرمانی کشتی جهان ۱۹۷۸ به آلمان رفت و در لیگ کشور آلمان به فعالیت پرداخت و در مقطعی هم بهترین کشتی‌گیر آن کشور شد.